# Fancy Pants Adventures
Fancy Pants Adventures este o serie de jocuri video side-scroller făcute în Flash de Brad Borne și Ts7 (theseraj7). A primit recenzii pozitive din partea criticilor, strângând o mulțime de jucători pe site-uri ca Newgrounds și Armor Games". Both worlds have featured on numerous "Best Games" articles; on sites including TechCult, ExtremeTech, and GamesRadar. World 2 a câștigat premiul Newgrounds Tank Award 2008 pentru cel mai bun joc în Flash,

## Legături externe
- BorneGames.com
- Play World 1 la Armor Games
- Play World 2 la Armor Games
- Play World 3 la Armor Games